# Simon Segal
Pour les articles homonymes, voir Segal.
Simon Segal (Białystok, 3 octobre 1898 - Arcachon, 2 août 1969) est un peintre figuratif juif russe de l'École de Paris, venu en France en 1925 et naturalisé en 1949.
Il vécut à Toulon avant guerre, puis en Normandie et à Paris. Portraitiste, peintre animalier, Segal fut aussi peintre de paysages et de marines, illustrateur et mosaïste. Son œuvre, peu nombreux, caractérisé par son lyrisme, son style austère, synthétique et expressif, culmine au cours de sa période dite « de la Hague » (1946-1953).

## Biographie
Issu d'une famille juive aisée de Białystok, Simon Segal s'installe à Berlin en 1918 après des études d'ingénieur. Il y publie des illustrations dans la revue Spolochi de la diaspora russe. Il arrive en France en 1925, où il mène une vie précaire, étant successivement bibliothécaire, ouvrier dans une usine Citroën puis styliste pour Paul Poiret. À Toulon, en 1926, il rencontre son mécène, le marchand d'art Bruno Bassano. Il revient à Paris en 1935 et y organise sa première exposition, dans la galerie Billiet-Worms. Bien que totalement inconnu à l'époque, l'intégralité de l'exposition est achetée par le collectionneur américain Frank Altschul.
Pendant la guerre, il se réfugie à Aubusson (Orne), dans la partie occupée de la France, après avoir échoué à intégrer l'armée.
En 1946, il s'établit à Jobourg, village proche de Cherbourg en Normandie, où il connaît une période très productive. Il est naturalisé français en 1949. Il retourne à Paris en 1953, et organise plusieurs expositions de ses œuvres.
En 1957, il illustre la Bible (éditions Labergerie) et, en 1968, l'Apocalypse selon Saint Jean (maquette de Michel Kieffer ; édition Les Bibliophiles de France). Pour ce dernier ouvrage, il réalise une suite de 16 lithographies (11 lithographies en double page et 5 en pleine page).
À sa mort, d'un cancer, son ami le docteur Pierre Osenat le fait enterrer dans le cimetière d'Arcachon (carré 38) et fait don à la ville de certaines de ses œuvres et de nombreux papiers personnels.

### Musée
La chapelle du couvent des Ursulines d'Aups, dans le Var, abrite le musée d'art moderne Simon Segal, qui présente 280 toiles dont 175 de l'École de Paris (donation Bruno Bassano).

## Expositions

### Du vivant de l'artiste
- 1935 : Paris, galerie Billiet-Worms
- 1950 : Paris, galerie Drouant-David
- 1951 : Toulon
- 1953-1955 : Paris, galerie Bruno Bassano
- 1956 : Albi, Musée Toulouse-Lautrec (rétrospective)
- 1957 : Paris, galerie Bruno Bassano
- 1959 : Paris, Musée Bourdelle (mosaïques)
- 1960 : São Paulo, Musée d'art moderne (mosaïques)
- 1961 : Londres, Upper Grosvenor Galleries
- 1963 : Milan, galerie Stendhal
- 1964 : Paris, galerie Bruno Bassano
- 1968 : Paris, galerie Drouant

### Posthumes
- 1971 : Brest, Palais des Arts et de la Culture (rétrospective)
- 1972 : Valréas, Château de Simiane (rétrospective)
- 1982 : Paris, Salon de la Rose-Croix (rétrospective)
- 1989 : Paris, Musée du Luxembourg (rétrospective générale, 160 œuvres)
- 1990 : Paris, Salon du Dessin & de la Peinture à l'eau (30 œuvres)
- 1997 : Arcachon (rétrospective, 50 œuvres)
- 1999 : Cherbourg, musée Thomas Henry « Segal à La Hague » (70 œuvres)
- 2010 : Białystok, Muzeum Podlaskie w Białymstoku « L'enfant secret de Białystok » (rétrospective, 100 œuvres)